# جون بار
جون بار (بالإنجليزية: John Parr)‏ هو عازف قيثارة ومغني وكاتب أغاني بريطاني، ولد في 18 نوفمبر 1954 في وركشوب ‏ في المملكة المتحدة.

## وصلات خارجية
- الموقع الرسمي
- جون بار على موقع IMDb (الإنجليزية)
- جون بار على موقع ميوزك برينز (الإنجليزية)
- جون بار على موقع أول ميوزيك (الإنجليزية)
- جون بار على موقع ديسكوغز (الإنجليزية)